# Václav Zemek
Václav Zemek (* 13. dubna 1974 Vlašim) je český politik, v letech 2010 až 2017 poslanec za stranu ČSSD, regionalista, autor prací o Podblanicku a monografií z historie hornictví. Působil jako vedoucí oddělení ochrany ovzduší na Odboru životního prostředí a zemědělství KÚ Středočeského kraje. Dále byl ředitelem odboru kontroly podporovaných zdrojů energie na Energetickém regulačním úřadě.
V komunálních volbách v roce 2014 obhájil za ČSSD post zastupitele města Vlašimi (původně byl na kandidátce na 3. místě, vlivem preferenčních hlasů se posunul na druhé místo, strana přitom ve městě získala dva mandáty). Následně však na mandát rezignoval. V září 2022 byl opět zvolen a mandát vykonává doposud.[kdy?]
Ve volbách do Poslanecké sněmovny PČR v roce 2017 obhajoval svůj poslanecký mandát za ČSSD ve Středočeském kraji, ale neuspěl.